# Pásztor Ferike
Nagypál Béláné Pásztor Ferike (született Paskesz Frida) (Budapest, 1890. január 26. – Budapest, 1968. május 11.) énekesnő (szoprán).

## Életútja
Budapesten született Paskesz Salamon Vilmos magánhivatalnok és Fischer Cecília (1866–1913) gyermekeként izraelita családban. Kereskedelmit és színésziskolát végzett, azután a Fodor-féle zeneiskola tanszakát. Énektanulmányait részben Budapesten, részben Bécsben (Geiringernél) végezte. Kecskeméten lépett a színi pályára, onnan Pozsonyba szerződtették. Később Miskolcon, Kassán, Budapesten az Eskü-téri Színházban, 1921-ben a Városi, majd a Király Színházban működött. 1916-ban Pozsonyban Nagypál Béla zeneszerző karnagynak a felesége lett.
1968. május 17-én helyezték örök nyugalomra a Kozma utcai izraelita temetőben (5A-26-19).

## Operai szerepei
- Gara Mária (Hunyadi László)
- Oszkár (Álarcosbál)
- Gilda (Rigoletto)
- Carmen és Tosca címszerepe
- Musette (Bohémélet)

## Operett-szerepei
- a hármas szerep Hoffmann meséiben
- Szaffi (Cigánybáró)
- Boccaccio, Laura (Koldusdiák)
- Médi (Három a kislány)
- Szibill
- Sylvia (Csárdáskirálynő)
- Kondsa Gül (Stambul rózsája)